# Kristiansand Stadion
Kristiansand Stadion – wielofunkcyjny stadion w Kristiansand, w Norwegii. Jego pojemność wynosi 16 600 osób.
Był zwykle używany do organizacji meczów piłki nożnej. To były domowy stadion zespołu IK Start (obecnie Sør Arena). Rekordowa frekwencja wyniosła 16 563 osoby (2005 - mecz IK Start - Fredrikstad FK). 
Stadion jest również miejscem organizacji zawodów lekkoatletycznych - to domowy stadion klubu Kristiansands IF. Gościł on mistrzostwa Norwegii w lekkoatletyce w 1970 i 1996 roku.